# Norops medemi
Norops medemi este o specie de șopârle din genul Norops, familia Polychrotidae, descrisă de Franklin Ayala și Williams 1988. Conform Catalogue of Life specia Norops medemi nu are subspecii cunoscute.